# Vitis arizonica
Espèce
Classification APG III (2009)
Vitis arizonica est une espèce de plante appartenant à la famille des Vitaceae.